# Tarionik
Tarionik je vrsta laboratorijskog posuđa namijenjena usitnjavanju i gnječenju uzoraka kemikalija, biljnih tkiva i sličnog.
U laboratoriju, gdje je važno spriječiti kontaminaciju uzoraka, koriste se tvrdi materijali poput porculana, ahata, mjedi ili borosilikatnog stakla. Unutrašnjosti porculanskih najčešće nisu glazirane. Dolaze s tučkom.
Tarionici nisu namijenjeni zagrijavanju, jer većina vrsta prilikom zagrijavanja redovito pukne.

## Poveznice
- Mužar